# Cristidorsa
Cristidorsa ist eine asiatische Echsengattung aus der Familie der Agamen (Agamidae), die in Nordostindien und im Nordwesten von Myanmar vorkommt. Die Gattung wurde erst im Jahr 2019 eingeführt und umfasst zwei Arten, die vorher zu Japalura gehörten. Cristidorsa bedeutet ‚geriffelter Rücken‘ und verweist auf die charakteristischen Grate auf dem Rücken der Gattung.

## Merkmale
Cristidorsa-Arten sind typische Agamen der Unterfamilie Draconinae mit einem leicht abgeflachten Körper, einem Rückenkamm, Rückenschuppen unterschiedlicher Größe und Form, einem kleinen Kehlsack und einem langen, seitlich leicht abgeflachten Schwanz. Präanalporen und Femoralporen fehlen. Von anderen, nah verwandten Agamengattungen unterscheidet sich Cristidorsa durch die im Folgenden aufgeführten morphologischen Eigenschaften. Der Kopf ist kräftig und relativ breit, wobei die Kopfbreite mehr als 70 % der Kopflänge beträgt. Die seitlich am Kopf gelegenen Schuppen sind gekielt. Ein Nacken- und Rückenkamm ist nur wenig ausgebildet. Im Nacken über der Schulter befindet sich ein Paar deutlich vergrößerter, konischer Schuppen. Entlang der Mittellinie des Rückens sind V-förmige Grate vorhanden, die aus vergrößerten Kielschuppen bestehen. An den Seiten des Rückens verlaufen gut ausgeprägte Reihen vergrößerter, gekielter Schuppen. Postorbitale Stacheln und Stacheln am Hinterkopf fehlen. Die Kehlschuppen sind größtenteils gleich groß. Die Schuppen an den Seiten der Kiefer sind ungleich groß.

## Arten
Es gibt zwei Arten:
- Cristidorsa otai (Mahony, 2009)
- Cristidorsa planidorsata (Jerdon, 1870)